# Улица Бутаева (Владикавказ)
Улица Бутаева — улица во Владикавказе, Северная Осетия, Россия. Находится в Промышленном муниципальном округе между улицами Николаева и Гвардейской. Начинается от улицы Николаева.
Улица Бутаева пересекается с улицами Тельмана и Цаликова. От улицы Бутаева начинаются улицы Добролюбова и Белинского.

## История
Улица названа в память осетинского государственного и партийного деятеля Казбека Саввича Бутаева.
Улица образовалась в середине XX века. 25 мая 1957 года Орджоникидзевский горисполком образовал улицу в районе высоковольтной линии в Промышленном районе. От этой линии улица получила наименование «Сетевая». 
18 октября 1962 года Сетевая улица была переименована в улицу Бутаева.